# Aziatische kampioenschappen wielrennen 2025 – Individuele tijdrit vrouwen elite
De Individuele tijdrit voor vrouwen elite op de Aziatische kampioenschappen wielrennen 2025 werd gehouden op 10 februari. De 14 deelneemsters moesten drie rondjes rond het Bueng Si Fai afleggen, voor een totaal van 32,1 kilometer. De Oezbeekse Yanina Kuskova, voor Safia Al Sayegh uit de Verenigde Arabische Emiraten en de Japanse Tsuyaka Uchino.

## Uitslag
| Plaats | Naam                    | Tijd        |
| ------ | ----------------------- | ----------- |
| Goud   | Yanina Kuskova          | 42'50,566"  |
| Zilver | Safia Al Sayegh         | + 59,897"   |
| Brons  | Tsuyaka Uchino          | + 1'13,044" |
| 4      | He Hongtang             | + 1'48,427" |
| 5      | Leung Wing Yee          | + 1'50,748" |
| 6      | Yen Ling Kathlyn Yeo    | + 2'29,093" |
| 7      | Phetdarin Somrat        | + 2'53,990" |
| 8      | Shin Ji-eun             | + 3'01,311" |
| 9      | Yulduz Hashimi          | + 3'03,156" |
| 10     | Huang Ting-ying         | + 3'23,172" |
| 11     | Tserenlkham Solongo     | + 3'40,969" |
| 12     | Machabbat Oemoetzjanova | + 3'58,190" |
| 13     | Phoebe Salazar          | + 4'53,717" |
| 14     | Ian Au Hoi              | + 5'00,008" |